# Stefan Skoumal
Stefan Skoumal (29 de novembro de 1909 - 28 de novembro de 1983) foi um futebolista austríaco que competiu pela Alemanha na Copa do Mundo FIFA de 1938.